# لوسون عمر كليفورد
لوسون عمر كليفورد هو فلاح وسياسي كندي، ولد في 22 يونيو 1878 بأوشاوا في كندا، وتوفي في 7 ديسمبر 1937. حزبياً، نشط في الحزب الليبرالي الكندي. وقد انتخب عضو مجلس العموم الكندي.